# Салицин
Салицин — кристаллический спиртовой β-глюкозид, содержащийся в коре и листьях ивы, тополя и ряда других растений. Салицин производится из (и назван в честь) коры ивы (Salix). Биосинтетический прекурсор салицилового альдегида.

## Физические свойства
Салицин малорастворим в холодной воде и спирте, легче в горячей воде и горячем алкоголе.

## Лекарственные аспекты
Салицин содержится в коре и листьях ив, коре хинного дерева, тополей и других растений. Производные обнаружены в кастореуме. В 1828 году профессор фармакологии Мюнхенского университета Иоганн Бюхнер, сумел выделить из танинов коры ивы вещество, которое он назвал салицином (лат. salicin), по латинскому названию ивы (лат. Salix).
Салицин из лабазника был использован для синтеза аспирина (ацетилсалициловой кислоты) в 1899 году учёными компании Bayer. На вкус салицин горький, как хинин.
Салицин может вызвать кожную аллергическую реакцию (сенсибилизация кожи; категория 1).
Лёгкие побочные эффекты являются стандартными, с редкими случаями тошноты, рвоты, сыпи, головокружения и проблем с дыханием. Передозировка больших количеств салицина может быть токсичной, повреждать почки, вызывать язву желудка, диарею, кровотечение или расстройство пищеварения. Некоторые люди могут иметь аллергию или чувствительность к салицилатам и страдать от реакций, сходных с реакциями, вызываемыми аспирином. Нельзя принимать салицин при астме, сахарном диабете, подагре, гастрите, гемофилии, язве желудка; также салицин противопоказан детям до 16 лет, беременным и кормящим женщинам.
Основные опасности: контактный дерматит.